# Mátraballa, Heves
Mátraballa  este un sat în districtul Pétervására, județul Heves, Ungaria, având o populație de 823 de locuitori (2011). 

## Demografie
Componența etnică a satului Mátraballa
     Maghiari (98,68%)
     Necunoscut (0,88%)
     Germani (0,44%)
     Alții (0,88%)
Componența confesională a satului Mátraballa
     Romano-catolici (68,89%)
     Fără religie (4,37%)
     Reformați (2,19%)
     Necunoscută (24,54%)
     Alte religii (0,85%)
Conform recensământului din 2011, satul Mátraballa avea 823 de locuitori. Din punct de vedere etnic, majoritatea locuitorilor (98,68%) erau maghiari. Apartenența etnică nu este cunoscută în cazul a 0,88% din locuitori.  Din punct de vedere confesional, majoritatea locuitorilor (68,89%) erau romano-catolici, existând și minorități de persoane fără religie (4,37%) și reformați (2,19%). Pentru 24,54% din locuitori nu este cunoscută apartenența confesională.